# Leo Bosschart
Leonard Francois Gerard „Leo“ Bosschart (* 24. August 1888 in Banda Aceh, Niederländisch-Indien; † 9. Mai 1951 in Hoboken (Antwerpen)) war ein niederländischer Fußballspieler. 
Bosschart war auf Vereinsebene für Quick Den Haag aktiv und bestritt zwischen 1909 und 1920 19 Länderspiele für die niederländische Fußballnationalmannschaft, in denen er ein Tor erzielte.
Bei den Olympischen Spielen 1920 in Antwerpen gewann er mit den Niederlanden die Bronzemedaille des Fußballturniers.
Von 1938 bis zu seinem Tod 1951 war Leo Bosschart Direktor der Cockerill Schiffswerft in Hoboken.